# Kendra Harrison
Kendra Harrison (Tennessee, 18 de setembro de 1992) é uma atleta norte-americana especializada nos 100 metros com barreiras. Ela é ex-recordista mundial desta prova com o tempo de  12.20, conquistado em 22 de julho de 2016 em Londres, durante a disputa do London Grand Prix, prova integrante do circuito da Diamond League. Sua marca quebrou em um centésimo de segundo o antigo recorde da búlgara Yordanka Donkova que vigorava desde 1988. Ela conseguiu o recorde depois de não conseguir se classificar para os Jogos da Rio 2016 nas eliminatórias americanas
Foi campeã mundial indoor dos 60 m c/ barreiras em Birmingham 2018 e conquistou uma medalha de prata nos 100 m c/ barreiras no Campeonato Mundial de Doha 2019.
Em Tóquio 2020 foi medalha de prata na prova. No Mundial de Budapeste 2023, depois de marcar 12.24 nas eliminatórias, então quarta marca do mundo, ficou com a medalha de bronze.